# Kataka mudigerensis
Kataka mudigerensis är en stekelart som beskrevs av John S. Noyes och Hayat 1984. Kataka mudigerensis ingår i släktet Kataka och familjen sköldlussteklar. Inga underarter finns listade i Catalogue of Life.